# Бобринская, Екатерина Александровна
Екатери́на Алекса́ндровна Бо́бринская (род. 2 июня 1966) — российский искусствовед. Исследовательница русского авангарда, специалист в области футуризма и кубофутуризма. Художественный критик современного искусства, специалист в области концептуализма.

## Биография
Екатерина Бобринская родилась 2 июня 1966 года.
В 1988 году окончила отделение истории и теории искусства исторического факультета Московского государственного университета имени М. В. Ломоносова.
В 1989—1991 годах работала редактором в издательстве «Советский художник». С 1994 года по настоящее время работает в Государственном институте искусствознания Министерства культуры Российской Федерации.
Кандидат искусствоведения (1993, МГУ имени М. В. Ломоносова); тема диссертации: «Взаимодействие поэзии и живописи в русском кубофутуризме».
Доктор искусствоведения (2005); тема диссертации: «Проблема границ искусства в русском авангарде конца 1910-х — начала 1920-х годов».
Один из шести членов жюри премии Кандинского первых трёх лет (2007, 2008, 2009).
Была автором одной из двух статей, предваряющих книгу главы лондонского департамента русского искусства Sotheby's Джоанны Викери Frozen Dreams: Contemporary art from Russia, вышедшую в 2011 году в британском издательстве Thames & Hudson, в которой после двадцатидвухлетнего перерыва была представлена достаточно полная картина современного российского искусства для западного читателя.

## Награды и премии
- 2013 — Специальный приз фонда «U-Art: Ты и искусство» на конкурсе «Инновация» (за книгу «Чужие? Неофициальное искусство: Мифы, стратегии, концепции»)[7]

## Цитаты
Андрей Ерофеев (2010):
В любом обществе и в любой стране большинство населения не понимает современное искусство и относится к нему враждебно (я говорю не о попсе, а об авангарде). И это естественно! Однако есть люди, которые обязаны объяснять, пропагандировать искусство и связывать его с обществом. Это администраторы культуры, директора музеев, выставочных залов, искусствоведы, критики... А знаете, сколько людей в единственном в России институте истории искусства занимается современным искусством? Один человек — Екатерина Бобринская.